# Gerardus Majellakerk (Oss)

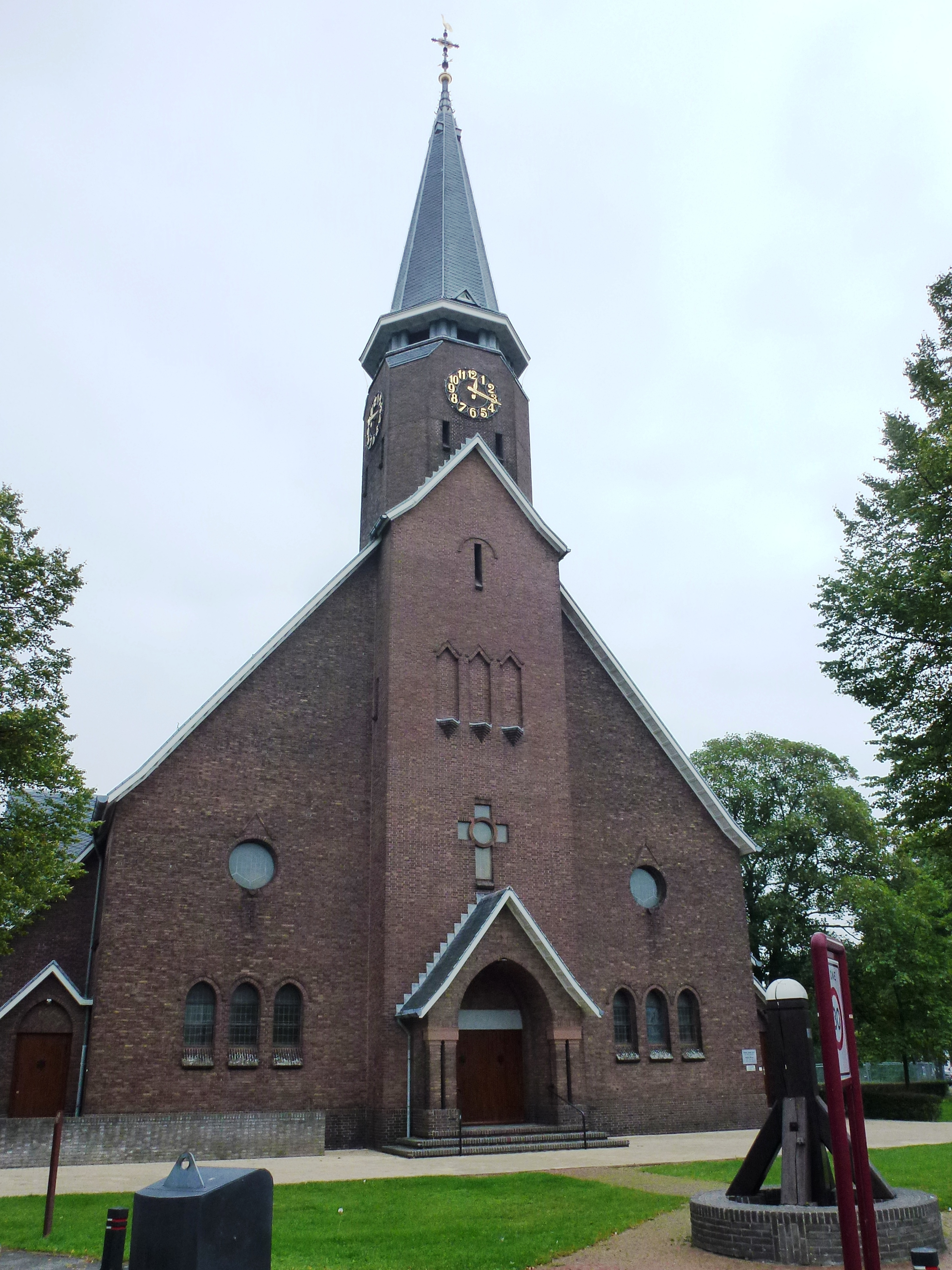
Gerardus Majellakerk (2013)

De Gerardus Majellakerk (ook: Visserskerk en later: Heilige Geestkerk) is een voormalige parochiekerk in de stad Oss in de Nederlandse provincie Noord-Brabant. Het gebouw is gelegen aan de Berghemseweg 4. 
De kerk is geklasseerd als gemeentelijk monument.

## Geschiedenis
Deze kerk werd gebouwd in 1924-1925 naar ontwerp van Eduard Cuypers. De alternatieve naam Visserskerk heeft betrekking op de bouwpastoor die Vissers heette en heeft dus niets met zeelieden van doen. 
In 1958 werd de kerk uitgebreid met een koor en een transept, maar in 1997 werd deze uitbreiding weer gesloopt. Zodoende was de kerk vanaf dan weer even groot als voorheen. Sindsdien heet de kerk Heilige Geestkerk. 
Tot 2021 kwamen hier ook veel Polen de mis bijwonen. Reguliere missen vinden er vanaf 2020 niet meer plaats, wel worden er soms nog bijzondere evenementen (zoals huwelijken) gehouden.

## Gebouw
Het betreft een bakstenen kerk met een zeer breed schip, geflankeerd door zijkapellen welke voorzien zijn van een topgevel. De kerk heeft een ingebouwde, rijzige achtkante toren die één geheel met de hoge voorgevel lijkt te vormen. 